# Juan Carlos Pastor Gómez
Juan Carlos Pastor Gómez (nascut el 18 de maig de 1968 a Valladolid) és un entrenador castellà d'handbol professional.

## Biografia
Va fitxar com a entrenador del Club Balonmano Valladolid la temporada 1995-1996, equip amb el qual ha aconseguit 2 Copes del Rei consecutives (2004-2005 i 2005-2006), una copa ASOBAL la temporada 2002-2003, una Recopa d'Europa la temporada 2008-2009 i diferents subcampionats a la Supercopa d'Espanya (2000-2001), Supercopa d'Europa (2003-2004), Copa EHF (1998-1999), City Cup (1999-2000) i Recopa d'Europa (2003-2004 i 2005-2006).
Des de novembre de 2004 fins a 2008 compaginà la seva tasca com a entrenador de l'Handbol Valladolid amb la de seleccionador de la selecció d'handbol d'Espanya en substitució de Cèsar Argilés. Amb la selecció masculina absoluta ha aconseguit la medalla d'or al Campionat del món de 2005 a Tunis i una medalla d'argent a l'europeu masculí de 2006 celebrat a Suïssa així com la medalla de bronze en les olimpíades de Pequín 2008.

## Trajectòria
- Club Balonmano Valladolid (1995 -)
- Selecció d'handbol d'Espanya (2004 - 2008)

## Palmarès

### Amb el Club Balonmano Valladolid
- 2 vegades campió de la Copa del Rei: 2004-2005, 2005-2006
- 1 vegada campió de la Copa ASOBAL: 2002-2003
- 1 vegada campió de la Recopa d'Europa: 2008-2009

### Amb la selecció masculina d'Espanya
- Medalla d'or en el Campionat del món de Tunis 2005
- Medalla d'or en els Jocs Mediterranis d'Almeria de 2005
- Medalla d'Argent en el Campionat d'Europa de 2006
- Medalla de bronze en els Jocs Olímpics de Pequín de 2008